# آتابی (ترکیه)
آتابی (به ترکی استانبولی: Atabey) یک منطقهٔ مسکونی در ترکیه است که در استان اسپارتا واقع شده‌است. آتابی ۱٬۱۵۰ متر بالاتر از سطح دریا واقع شده‌است.